# Avenida Monseñor Manuel Larraín
La avenida Monseñor Manuel Larraín Errázuriz, mayormente conocida como Avenida Dos Sur o simplemente; 2 Sur, es una importante arteria vial ubicada en la comuna chilena de Talca. Acompaña de manera paralela a la principal arteria comercial del centro de la ciudad y su trayecto de 1,8 kilómetros de extensión, transcurre de oriente a poniente.

## Etimología
En 1971 la avenida tomó el nombre de Monseñor Manuel Larraín Errázuriz, un destacado sacerdote chileno que fue obispo de Talca entre 1939 y 1966. Es reconocido por ser uno de los impulsores de la Reforma Agraria en la región, junto con el sacerdote talquino Raúl Silva Henríquez.
Antes de ser llamada con la denominación actual, la avenida contó con al menos otros dos nombres. 

## Historia
La hoy avenida, comenzó como una de las tantas calles que componía a la naciente Villa San Agustín de Talca. En ese entonces, en algún punto a lo largo de la calle vivía la familia Cienfuegos, una de las familias más relevantes desde la colonia, quienes tuvieron fuertes influencias en el quehacer diario de la ciudad. Bajo ese contexto, la calle se bautizó inicialmente como Cienfuegos.
La calle cambiaría su nombre a 2 Sur en 1869, mediante un decreto aprobado y firmado por el regidor Daniel Barros Grez, basándose en los sistemas de nomenclatura de calles de algunas ciudades de Estados Unidos. La avenida sería denominada así, debido a su ubicación, dos calles al sur de la Plaza de Armas.  

#### Propuesta de ensanche
Con el crecimiento urbano de la comuna, la avenida tomó relevancia debido a su cercanía con el centro de Talca. Pese a eso, sus condiciones no respondían a dicha situación; debido a que constaba de un carril de doble sentido, de anchos de vía y acera similares a las calles que atravesaba. En 1909; y como fruto de un trabajo realizado por el municipio, se promulga la Ley 2.196 sobre Rectificación de las Calles de Talca que planteaba, entre otras cosas, el ensanche de la calle a dieciocho metros. Este ensanche no pudo ser realizado; pues dependía de emitir órdenes de expropiación a lo largo de la misma y no se concretaron por falta de presupuesto en la época.

#### La avenida

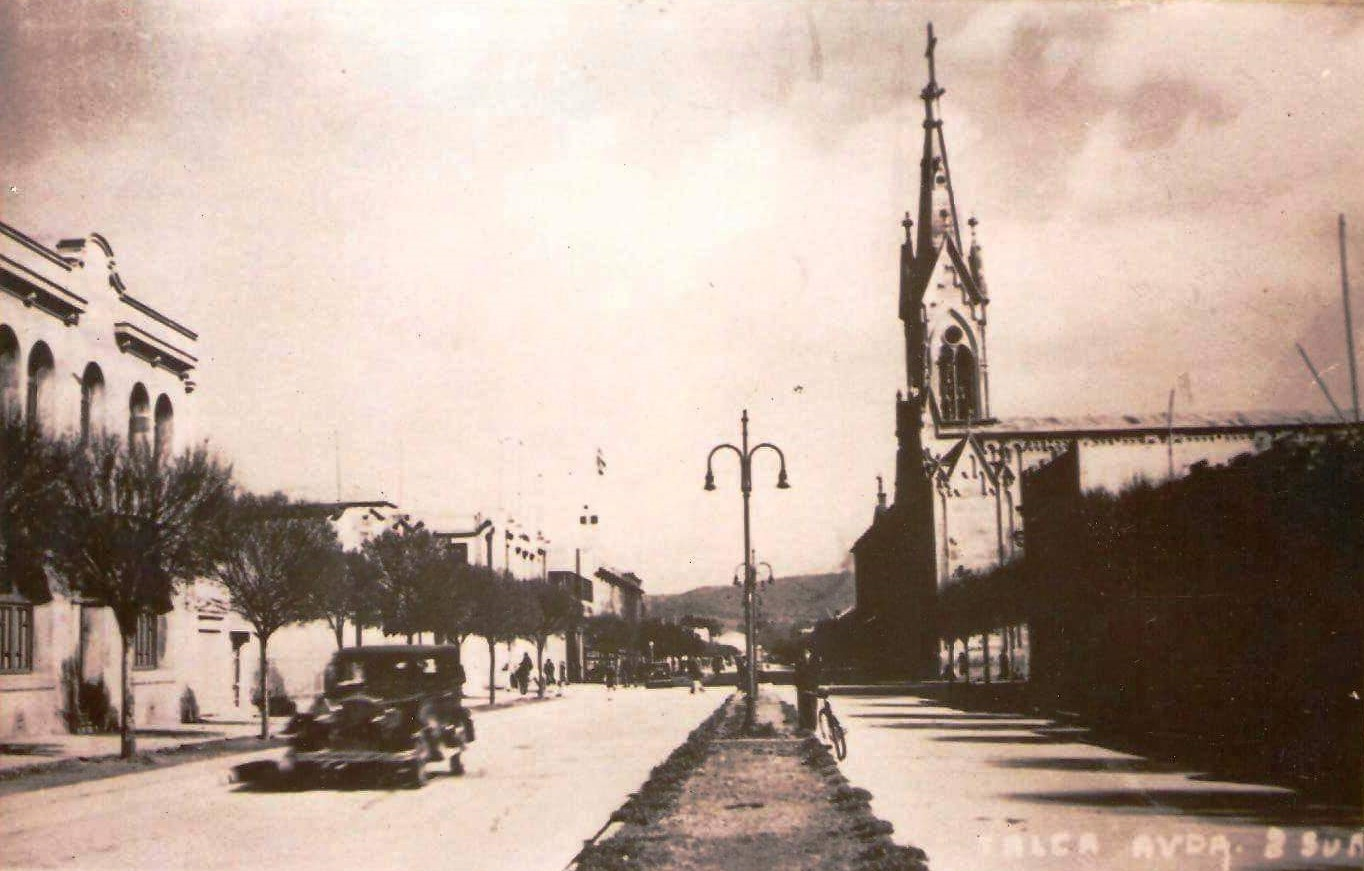
Avenida 2 sur después de sus reformas por el Terremoto de 1928.

El verdadero cambio en la calle llegó con el terremoto de 1928, el cual destruiría gran parte de la ciudad, incluyendo la gran mayoría de las casas que la flanqueaban. Esto sería aprovechado por el municipio de la época y especialmente, por el comité dedicado a la transformación de Talca, el cual estaba a cargo de planificar el destino arquitectónico y vial. De esta manera, a las semanas después del evento telúrico, el comité decidiría ensanchar la calle, para así convertirla en avenida.
Esta avenida constaría de veintiséis metros de ancho, e implicaba además de ensanchar las pistas vehiculares (que pasaron a ser de dos pistas de un sentido), ensanchar las veredas, agregar un bandejón central, una pista para el tranvía y un bulevar en ambos costados de la calzada. Posteriormente el tranvía sería descartado al considerarse una molestia para los trabajos de la futura avenida.
A inicios de la década de 1950; la avenida perdería su bandejón central, transformándose en una vía ancha de dos pistas por sentido y con ello, también se ensancharon las pistas vehiculares sin cambiar las dimensiones de las aceras. Estas proporciones se mantienen en la actualidad.

## Descripción
La avenida comienza en el puente sobre el Estero Piduco. Desde allí, recorre 1,8 kilómetros en hasta su término en la Avenida Salvador Allende (u 11 Oriente). Actualmente compone uno de los ejes viales relevantes de Talca y a su vez, es de las más importantes en cuanto a su capacidad vial.
En cuanto a la locomoción colectiva que circula allí, en diversos tramos circula la totalidad de líneas de buses y sus variantes. Por otro lado, los taxis colectivos sólo circulan entre los tramos de la avenida Carlos Schorr y 2 Poniente, como empalme de conexión hacia la calle 1 Norte, vía principal de tránsito de estos vehículos.

## Intersecciones y lugares de referencia
A continuación se muestra un mapa esquemático del recorrido, mostrando los hitos relevantes y cruces de calles que están presentes a lo largo de esta avenida.
En cursiva, se indican los hitos.
|  |  | STR+r |

|  |  | STR | lNAT |

|  | WASSERq | hKRZWae | WASSERq |

|  |  | TEEaq | CONTgq |

|  | CONTgq | KRZ | CONTfq |

|  |  | TEEeq |

|  |  | STR | BUILDING |

|  | lNAT | STR |  |

|  | STRq | KRZ | CONTfq |

|  | BUILDING | STR |  |

|  | CONTgq | KRZ | STRq |

|  |  | STR | BUILDING |

|  | BUILDING | STR |  |

|  | STRq | KRZ | CONTfq |

|  | CONTgq | KRZ | STRq |

|  | CHURCH | STR |  |

|  | STRq | KRZ | CONTfq |

|  | ARCH | STR |  |

|  |  | STR | ARCH |

|  | MUSEUM | STR |  |

|  |  | STR | CHURCH |

|  | CONTgq | KRZ | STRq |

|  |  | STR | BUILDING |

|  | STRq | KRZ | CONTfq |

|  | HOUSE | STR |  |

|  | HOUSE | STR |  |

|  |  | WYE23 |

|  | STR+1 |  | STR+4 |

|  | TEEeq |  | TEEaq |

|  | STR | lNAT | STR |

|  | TEEeq |  | TEEaq |

|  | STR2 |  | STR3 |

|  |  | WYE+14 | CHURCH |

|  | CONTgq | KRZ | STRq |

|  | BUILDING | STR |  |

|  | BUS | STR |  |

|  | STRq | KRZ | CONTfq |

|  |  | STR | BUILDING |

|  |  | WYE23 |

|  | STR+1 | lNAT | STR+4 |

|  | TEEe | STRq | TEEe |

|  |  | BAHN |